# Johan Herman van Nagell
Johan Herman Nagell, heer van de beide Ampsen, Marhulsen en Overlaer (Goor, 15 mei 1648 – Ampsen, 8 februari 1698) was onder andere lid van de ridderschap van Zutphen.

## Leven en werk

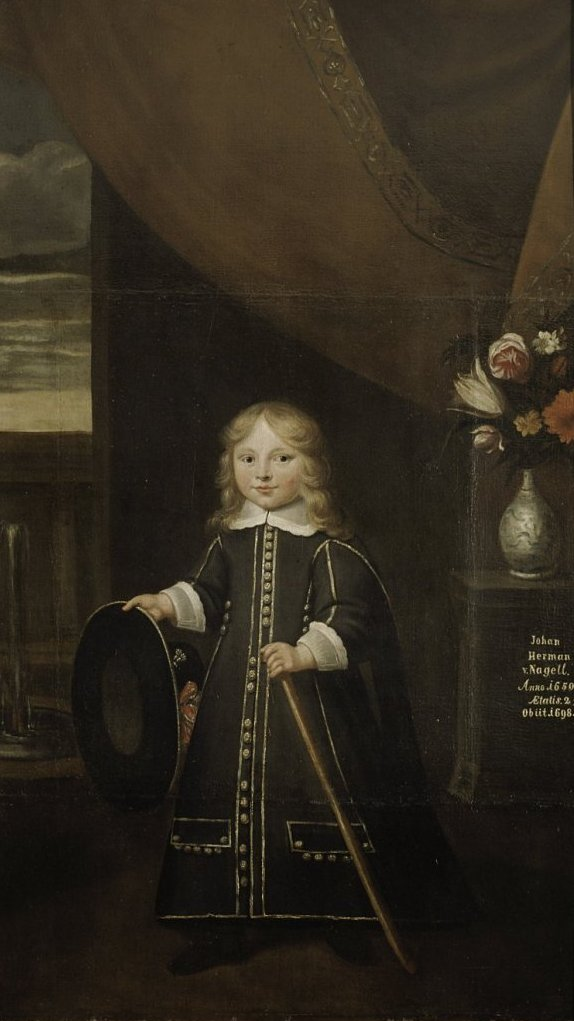
Johan Herman van Nagell op de leeftijd van 2 ¼, anno 1650

Nagell was lid van de later genoemde familie, Van Nagell. Hij was een zoon van Gerrit Jan Nagell, heer van de beide Ampsen († 1675), richter van het richterambt van Doesburg en Clara Elisabeth van Coeverden.
Van Nagell trouwde te Markelo op 2 april 1682 Anna Henriëtta van Coeverden, dochter van Goossen van Coevorden, heer van Rhaen en Anna Maria van Coeverden.
Uit dit huwelijk werd de volgende kinderen geboren:
- Clara Elisabeth van Nagell (1683-1742); gehuwd met Christiaan Karel van Lintelo, heer van heer van Ehze en Walfort (1669-1736), rechter en drost van Bredevoort, zoon van Thiman Johan van Lintelo, heer van Ehze, Lathmer, Langentrier en Walfort] (1638-1685), richter en drost van Esens en Bredevoort en Maria Elisabeth van Kniphuijsen (1651-1692)
- Hendrik Jacob van Nagell, heer van de beide Ampsen, Marhulsen en Overlaer (1696-1742), schout van Lochem (1723) en landrentmeester van Gelderland (1733); gehuwd met Anna Dorothea Christina Albertina des H. R. Rijksbarones van Heiden (1693-na 3 oktober 1765), dochter van Johan Sigismund der H. R. Rijksbaron van Heiden (1656-1730), vrijheer von Heyden, heer van Schönrath, Hovestadt en Ootmarsum, en gouverneur van Wesel, en Louise Maria des H.R.Rijksbarones van Diepenbroeck, vrouwe van Impel (1671-1730).
- Maria Reiniera van Nagell, vrouwe van Meuleman en Nieholt (?-1768)

Van Nagell was lid van de ridderschap van Zutphen 1677-1697.

### Kinderen

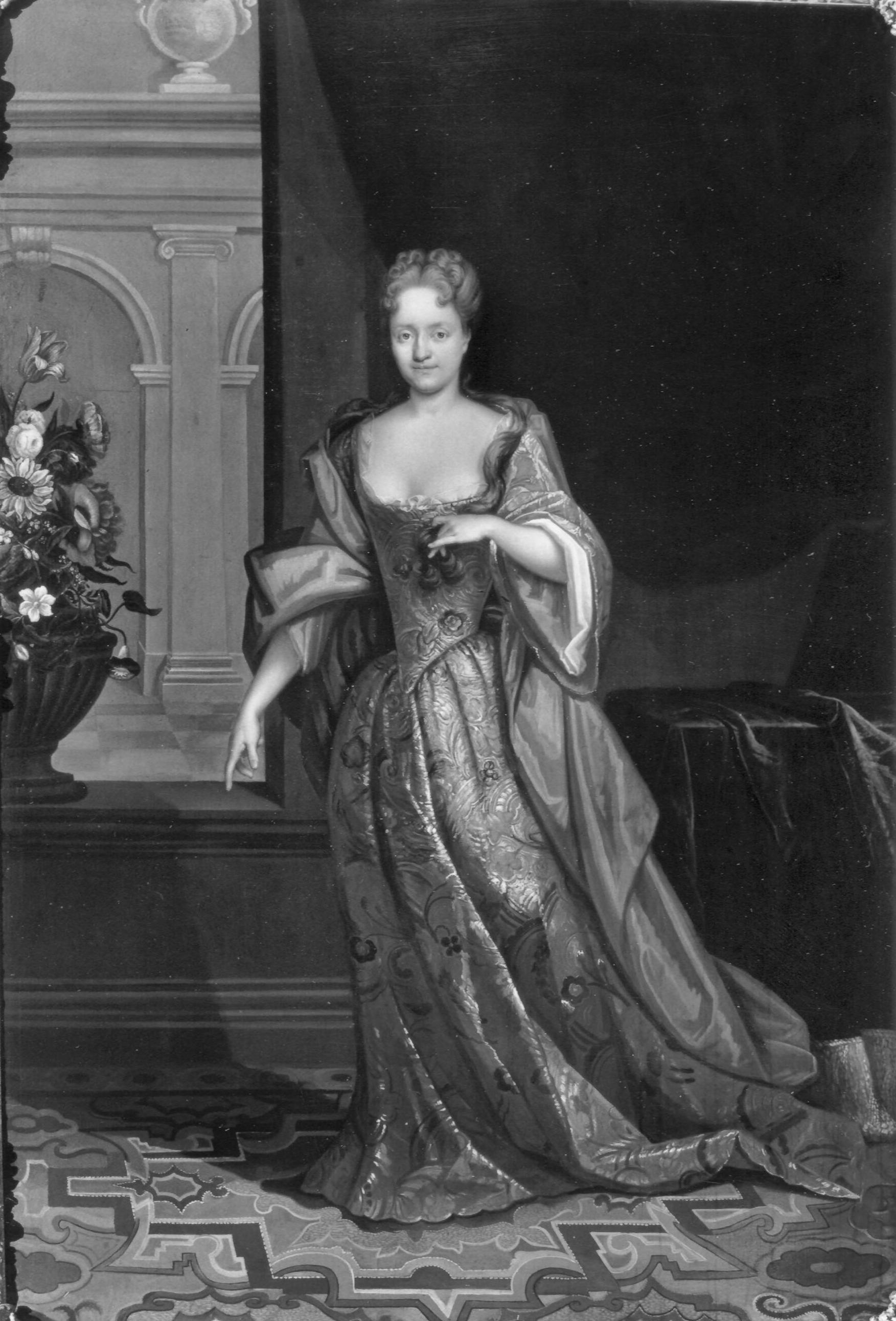
Clara Elisabeth van Nagell (1683-1742)
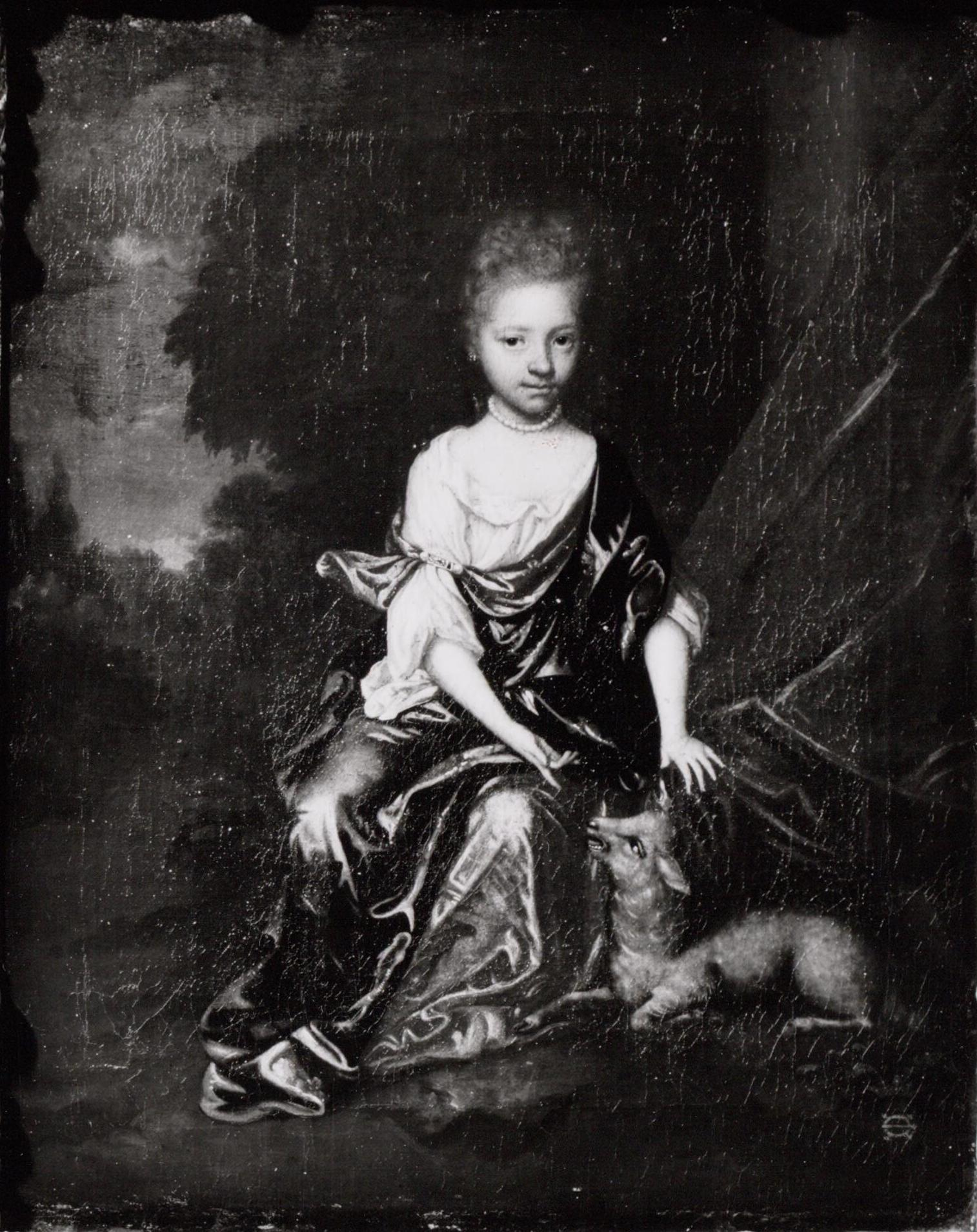
Maria Reiniera van Nagell (?-1768)